# Beija Sapo
Beija Sapo (também chamado de Tinder Apresenta: MTV Beija Sapo, por questões comerciais) é um programa de auditório cuja primeira fase foi produzida e exibida originalmente pela MTV Brasil entre 9 de março de 2005 e 7 de dezembro de 2007, sob apresentação de Daniella Cicarelli. Em 17 de setembro de 2023 o programa ganha uma nova temporada, sob a apresentação de Valentina Bandeira, sendo exibido originalmente pelo serviço de streaming Pluto TV e transmitido em seguida pela MTV, sucessora da emissora original.
No programa, um participante, denominado príncipe ou princesa, tem que escolher um dentre três participantes vestidos de sapos para ser revelado e dar um beijo no final do programa.

## O programa

### Primeira versão

Logotipo usado entre 2005 e 2007.

Todo o processo para a escolha de um deles passava por fases, como a visita ao quarto do pretendente, a defesa feita no programa por um amigo ou familiar escolhido pelo pretendente, momento em que eram exibidas as fotos de quando era um "girininho", a resposta a um questionário e uma serenata, onde o pretendente deveria fazer uma paródia de uma música para cantar com o intuito de conquistar o príncipe ou a princesa. Nos intervalos, alguns jovens da plateia beijavam desconhecidos para aparecer na TV.
Os pretendentes excluídos, ou pela princesa ou pelo príncipe, ainda tinham a oportunidade de beijar na boca mesmo assim. Logo após sua eliminação, Daniella Cicarelli chamava algumas pessoas da plateia para disputar no grito, com a frase "Socorro, Cicarelli", a chance de beijar a pessoa eliminada. 
Muitas vezes os participantes saiam com kits de patrocinadores.
O Beija Sapo também apresentou sua versão gay, sendo o programa responsável por um dos primeiros beijos gays da TV brasileira nos anos 2000, que se deu entre o Príncipe Rodrigo Dal Zot e o Sapo Maicon no ano de 2005. Este sendo o primeiro. Após vieram outros beijos da comunidade LGBT. No ano seguinte ocorreu outro.
Para completar o elenco do programa, uma Madrasta, interpretada pela atriz Mahê Machado, aparecia ao escutar a serenata, elogiando o pretendente expulsando-o do "castelo". Além das estátuas "vivas", que auxiliavam a Cicarelli, e os anjinhos, que eram escolhidos entre a plateia e também podiam tentar beijar os eliminados.
O sucesso foi tão grande que até alguns famosos se transformaram em príncipes, como o apresentador André Vasco e o cantor Felipe Dylon. O programa também contou com participações musicais, como Sandy e Junior, Nx Zero, Fresno, Nando Reis, Claudia Leitte, Forfun, entre outros, que deram uma força para os sapos e pererecas na hora da serenata. O programa foi extinto em dezembro de 2007 após a Daniella Cicarelli deixar a MTV e assinar contrato com a Band.

### Segunda versão
Em junho de 2023, a MTV, junto ao Tinder, anunciou a volta do reality show ainda sem uma data prevista naquele momento. O reality seria a primeira produção exclusiva da plataforma de streaming gratuita, a Pluto TV, no Brasil, e exibido também pela MTV, canal original da atração nos anos 2000. Originalmente uma marca da Abril Radiodifusão, a Paramount Global, atual responsável do canal, assumiu a marca e seu registro, 16 anos depois do cancelamento original, para a produção do projeto.  Em agosto, a MTV anunciou a data de estreia para 17 de setembro de 2023, com exibição antecipada na Pluto TV, e em 18 de setembro no canal por assinatura.
Assim como na sua primeira fase, o programa contou com a participação de famosos que viraram príncipes e princesas, como o humorista Diogo Defante, o apresentador do Podpah, Mítico, a cantora Majur, o streamer Nobru e a cantora Rebecca.
Em maio de 2024, a MTV e o Tinder anunciaram a renovação do programa para uma nova temporada. A estreia da segunda temporada aconteceu em 29 de agosto, na Pluto TV, e no dia seguinte, na MTV. Para a nova temporada, a MTV anunciou a contratação do humorista Fabão, que deu vida ao personagem "Fadão", uma espécie de conselheiro.

### Apresentadores
| Apresentadores     | Temporadas | Temporadas | Temporadas | Temporadas | Temporadas |
| Apresentadores     | 1          | 2          | 3          | 4          | 5          |
| ------------------ | ---------- | ---------- | ---------- | ---------- | ---------- |
| Daniella Cicarelli |            |            |            |            |            |
| Valentina Bandeira |            |            |            |            |            |

Galeria de apresentadores
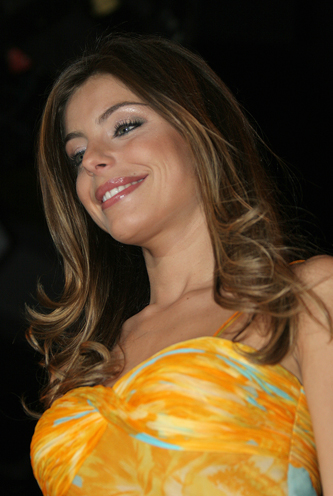
Daniella Cicarelli (2005–2007)
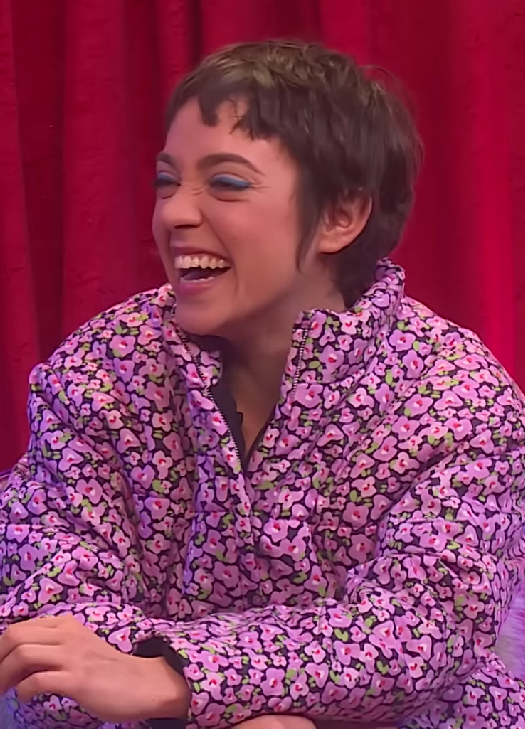
Valentina Bandeira (2023-presente)

## Episódios
| Temporada | Temporada | Episódios | Transmissão original   | Transmissão original   | Transmissão original |
| Temporada | Temporada | Episódios | Estreia de temporada   | Final de temporada     | Emissora             |
| --------- | --------- | --------- | ---------------------- | ---------------------- | -------------------- |
|           | 1         | 40        | 9 de março de 2005     | 7 de dezembro de 2005  | MTV Brasil           |
|           | 2         | 46        | 3 de março de 2006     | 15 de dezembro de 2006 | MTV Brasil           |
|           | 3         | 40        | 9 de março de 2007     | 7 de dezembro de 2007  | MTV Brasil           |
|           | 4         | 12        | 17 de setembro de 2023 | 3 de dezembro de 2023  | Pluto TV MTV         |
|           | 5         | 10        | 29 de agosto de 2024   | 31 de outubro de 2024  | Pluto TV MTV         |

## Programas relacionados

### Tinder Apresenta: Socorro Cicarelli
Como uma forma de homenagear Daniela Cicarelli, que apresentou o programa nos anos 2000, a MTV decidiu criar o "Socorro Cicarelli", um programa de cinco minutos onde ela retorna na função de fada madrinha e dá conselhos e dicas a partir de histórias enviadas por usuários do Tinder.

## Produtos relacionados

### Óleo 2 em 1 Salon Line
Em parceria com a Salon Line, patrocinadora do programa, a MTV e o Tinder lançaram, no dia 1 de outubro de 2024, um produto exclusivo: o óleo 2 em 1 cabelo e corpo, podendo ser adquirido diretamente pelo site da empresa no valor de 30 reais.